# Naouirou Ahamada
Naouirou Mohamed Ahamada (Marsiglia, 29 marzo 2002) è un calciatore francese, centrocampista del Crystal Palace.

## Biografia
Nasce in Francia, da genitori comoriani.

## Caratteristiche tecniche
È un centrocampista difensivo che fa della fisicità il suo punto di forza.

## Carriera

### Club
Cresciuto calcisticamente nelle giovanili dell'Istres, per poi trasferirsi alla Juventus. Il 22 gennaio 2020 esordisce con la seconda squadra in Serie C, subentrando a Nicolò Fagioli nel corso della partita di campionato pareggiata per 2-2 contro il Novara. Nella finestra estiva di calcio mercato 2020 viene ceduto in prestito allo Stoccarda. Ahamada esordisce con i Roten il 6 febbraio 2021 in occasione del match di campionato perso per 5-1 contro il Bayer Leverkusen, subentrando a Marc-Oliver Kempf. Il 20 marzo viene schierato titolare dal tecnico Pellegrino Matarazzo in vista della partita di Bundesliga con il Bayern Monaco, persa 4-0. Il 25 maggio 2021 lo Stoccarda riscatta il cartellino del giocatore. Il 7 agosto 2022 mette a segno la sua prima rete da professionista, in occasione della gara di campionato pareggiata per 1-1 contro il RB Lipsia.
Il 31 gennaio 2023 firma un contratto di tre anni con gli inglesi del Crystal Palace.

### Nazionale
Vanta diverse presenze con le nazionali giovanili francesi.

## Statistiche

### Presenze e reti nei club
Statistiche aggiornate al 30 giugno 2025.
| Stagione              | Squadra               | Campionato            | Campionato | Campionato | Coppe nazionali | Coppe nazionali | Coppe nazionali | Coppe continentali | Coppe continentali | Coppe continentali | Altre coppe | Altre coppe | Altre coppe | Totale | Totale | Totale |
| Stagione              | Squadra               | Comp                  | Pres       | Reti       | Comp            | Pres            | Reti            | Comp               | Pres               | Reti               | Comp        | Pres        | Reti        | Pres   | Reti   |        |
| --------------------- | --------------------- | --------------------- | ---------- | ---------- | --------------- | --------------- | --------------- | ------------------ | ------------------ | ------------------ | ----------- | ----------- | ----------- | ------ | ------ | ------ |
| 2019-2020             | Juventus U23          | C                     | 1+1        | 0          | -               | -               | -               |                    | -                  | -                  |             | -           | -           | 2      | 0      |        |
| 2020-2021             | Stoccarda II          | RL                    | 6          | 0          | -               | -               | -               |                    | -                  | -                  |             | -           | -           | 6      | 0      |        |
| 2021-2022             | Stoccarda II          | RL                    | 3          | 0          | -               | -               | -               |                    | -                  | -                  |             | -           | -           | 3      | 0      |        |
| Totale Stoccarda II   | Totale Stoccarda II   | Totale Stoccarda II   | 9          | 0          |                 | -               | -               |                    | -                  | -                  |             | -           | -           | 9      | 0      |        |
| 2020-2021             | Stoccarda             | BL                    | 6          | 0          | CG              | 0               | 0               |                    | -                  | -                  |             | -           | -           | 6      | 0      |        |
| 2021-2022             | Stoccarda             | BL                    | 3          | 0          | CG              | 1               | 0               |                    | -                  | -                  |             | -           | -           | 4      | 0      |        |
| 2022-gen. 2023        | Stoccarda             | BL                    | 17         | 2          | CG              | 1               | 0               |                    | -                  | -                  |             | -           | -           | 18     | 2      |        |
| Totale Stoccarda      | Totale Stoccarda      | Totale Stoccarda      | 26         | 2          |                 | 2               | 0               |                    | -                  | -                  |             | -           | -           | 28     | 2      |        |
| gen.-giu. 2023        | Crystal Palace        | PL                    | 8          | 0          | FACup           | 0               | 0               |                    | -                  | -                  |             | -           | -           | 8      | 0      |        |
| 2023-2024             | Crystal Palace        | PL                    | 20         | 0          | FACup+CdL       | 2+1             | 0               |                    | -                  | -                  |             | -           | -           | 23     | 0      |        |
| lug.-ago. 2024        | Crystal Palace        | PL                    | 0          | 0          | FACup+CdL       | 0               | 0               |                    | -                  | -                  |             | -           | -           | 0      | 0      |        |
| Totale Crystal Palace | Totale Crystal Palace | Totale Crystal Palace | 28         | 0          |                 | 3               | 0               |                    | -                  | -                  |             | -           | -           | 31     | 0      |        |
| ago. 2024-2025        | Rennes 2              | CN3                   | 1          | 0          | -               | -               | -               | -                  | -                  | -                  | -           | -           | -           | 1      | 0      |        |
| ago. 2024-2025        | Rennes                | L1                    | 3          | 0          | CF              | 2               | 0               | -                  | -                  | -                  | -           | -           | -           | 5      | 0      |        |
| Totale carriera       | Totale carriera       | Totale carriera       | 69         | 2          |                 | 7               | 0               |                    | -                  | -                  |             | -           | -           | 76     | 2      |        |

### Cronologia presenze e reti in nazionale

#### Under-17
| Cronologia completa delle presenze e delle reti in nazionale ― Francia under 17 | Cronologia completa delle presenze e delle reti in nazionale ― Francia under 17 | Cronologia completa delle presenze e delle reti in nazionale ― Francia under 17 | Cronologia completa delle presenze e delle reti in nazionale ― Francia under 17 | Cronologia completa delle presenze e delle reti in nazionale ― Francia under 17 | Cronologia completa delle presenze e delle reti in nazionale ― Francia under 17 | Cronologia completa delle presenze e delle reti in nazionale ― Francia under 17 | Cronologia completa delle presenze e delle reti in nazionale ― Francia under 17 |
| Data                                                                            | Città                                                                           | In casa                                                                         | Risultato                                                                       | Ospiti                                                                          | Competizione                                                                    | Reti                                                                            | Note                                                                            |
| ------------------------------------------------------------------------------- | ------------------------------------------------------------------------------- | ------------------------------------------------------------------------------- | ------------------------------------------------------------------------------- | ------------------------------------------------------------------------------- | ------------------------------------------------------------------------------- | ------------------------------------------------------------------------------- | ------------------------------------------------------------------------------- |
| 27-10-2019                                                                      | Goiânia                                                                         | Francia under 17                                                                | 2 – 0                                                                           | Cile under 17                                                                   | Mondiali Under-17 2019 - 1º turno                                               | -                                                                               | 81’                                                                             |
| 30-10-2019                                                                      | Goiânia                                                                         | Corea del Sud under 17                                                          | 1 – 3                                                                           | Francia under 17                                                                | Mondiali Under-17 2019 - 1º turno                                               | -                                                                               |                                                                                 |
| 7-11-2019                                                                       | Goiânia                                                                         | Francia under 17                                                                | 4 – 0                                                                           | Australia under 17                                                              | Mondiali Under-17 2019 - Ottavi di finale                                       | -                                                                               |                                                                                 |
| 11-11-2019                                                                      | Goiânia                                                                         | Spagna under 17                                                                 | 1 – 6                                                                           | Francia under 17                                                                | Mondiali Under-17 2019 - Quarti di finale                                       | -                                                                               |                                                                                 |
| 15-11-2019                                                                      | Gama                                                                            | Francia under 17                                                                | 2 – 3                                                                           | Brasile under 17                                                                | Mondiali Under-17 2019 - Semifinale                                             | -                                                                               |                                                                                 |
| 17-11-2019                                                                      | Gama                                                                            | Paesi Bassi under 17                                                            | 1 – 3                                                                           | Francia under 17                                                                | Mondiali Under-17 2019 - Finale 3º posto                                        | -                                                                               | 79’                                                                             |
| Totale                                                                          |                                                                                 | Presenze                                                                        | 6                                                                               |                                                                                 | Reti                                                                            | 0                                                                               |                                                                                 |